# Calyptranthera gautieri
Calyptranthera gautieri är en oleanderväxtart som beskrevs av Klackenberg. Calyptranthera gautieri ingår i släktet Calyptranthera och familjen oleanderväxter. Inga underarter finns listade i Catalogue of Life.